# 浅草

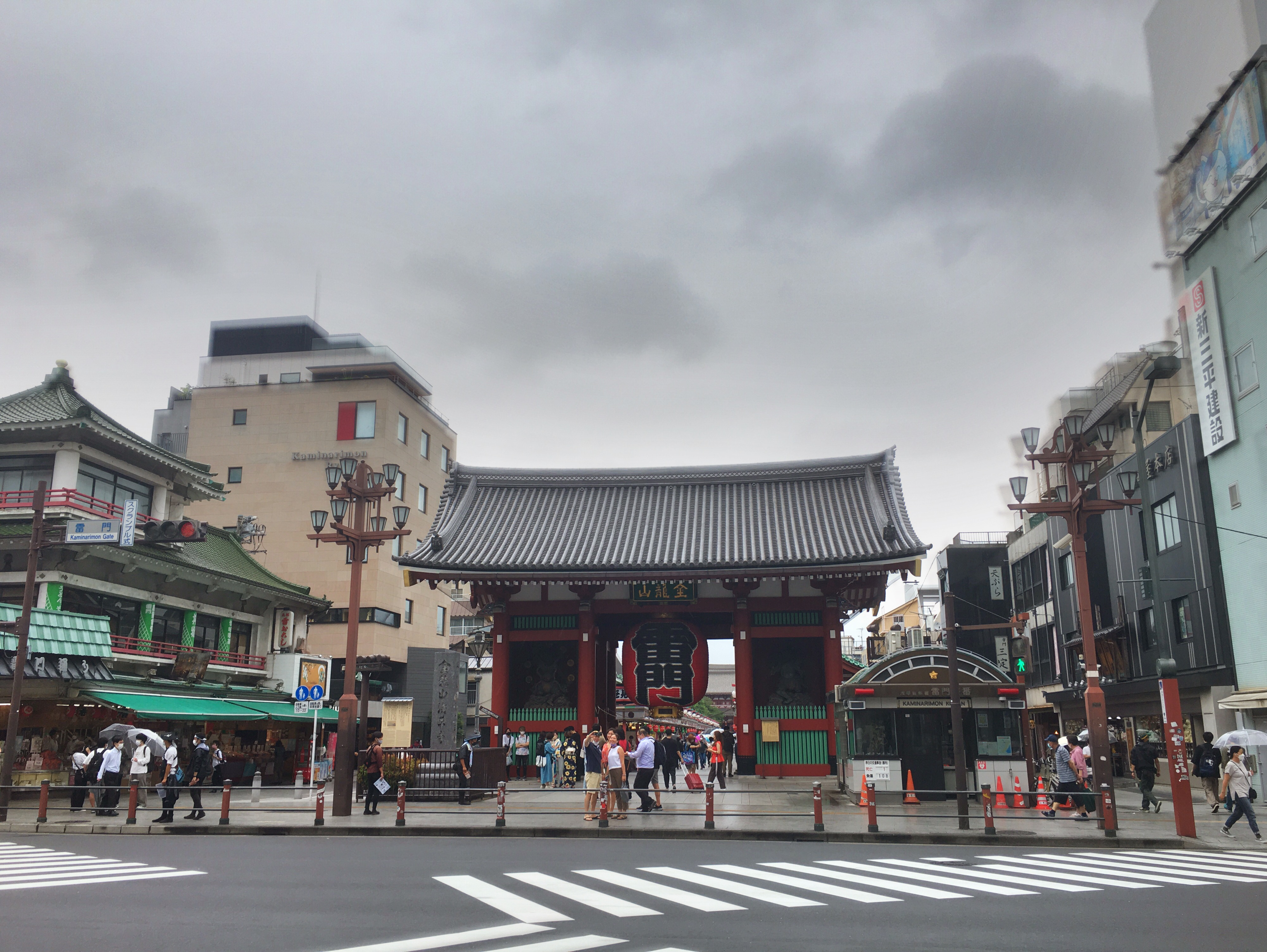
雷門

浅草（あさくさ）は、東京都台東区の町名。また、浅草駅を中心とした副都心。
浅草寺の門前町として東京有数の観光地および繁華街・歓楽街となっている。浅草駅では東京メトロ銀座線、都営地下鉄浅草線と東武伊勢崎線（東武スカイツリーライン）の浅草駅が位置しているほか、首都圏新都市鉄道つくばエクスプレスの浅草駅とも近接している。東京都区部と北関東を結ぶ東武鉄道の特急列車の拠点となっている。

## 浅草（地域）
浅草寺や仲見世通り、雷門などを中心に東京を代表する観光地として有名である。東京都台東区のおよそ東半分を範囲とし、江戸・東京の下町を構成している地域の一つである。浅草は下谷・本所・深川と並ぶ、東京下町の外郭をなす。概ね東京旧市内で高台に比べ低地を多く占める旧区分を下町としている。そのため旧浅草区に属する浅草地域は下町に当たる。
下谷区との合併後も住居表示導入以前は「浅草○○町」と旧浅草区内大半の町が浅草を冠称していた。区画ごとに住居表示実施による町名変更を行ったため、旧下谷区と旧浅草区との境目を、一目で境目を判別するのは難しくなっている。現在においては町会、警察署や消防署の管轄などで当時の区境や町境を継承している。
江戸時代以降より繁華街の一つとして栄えてきた。関東大震災では主に火災で焼かれた後、東京府の都市計画により道路拡張をはじめ新たに市街地化された。高度経済成長期以降は山手線沿線の池袋・新宿・渋谷などの発展により、繁華街としての相対的な地位は大きく低下した。東京都が制定する副都心（7か所）として、上野駅近辺と共に上野・浅草副都心を形成しており、現在も下町情緒を感じさせる観光の街として賑わっている。
明治になり東京市15区の名前の一つに「浅草」が採用された。また、浅草寺を中心とした地区を近代的に公園化。それが日本初の都市公園の一つとされる浅草公園となった。浅草公園地を6つの区画に分けたことから、浅草公園地で最も賑わいを見せた繁華街を「浅草公園六区」と呼称するようになった。
浅草地域西端と下谷地域の境に当たる合羽橋道具街では厨房で使用する業務用調理器具関連用品を取り扱う個性的な商店街が存在。浅草地域南部には問屋街が広がっている。また「浅草花やしき」は日本で最初の遊園地として知られる。裏浅草（観音裏、奥浅草）と称されている浅草寺以北の浅草地域には多くの中小の工場や日雇い街、遊郭だった吉原跡には現在でも大規模なソープランド街が存在。浅草地域は様々な意味合いで下町らしさが色濃いエリアである。

### 歴史

#### 古代・中世
浅草は古代の隅田川（古入間川）の河口近くに位置した。海の幸にも恵まれていた。浅草寺一帯は浅草台地の微高台で、現在の待乳山、弁天山、蔵前、鳥越神社付近などから陸地化が進んだ。
628年推古天皇の時代、この土地の漁師、檜前浜成・竹成兄弟が、隅田川で観音像を網で掬い上げ、礼拝供養した（浅草寺の始まり）。
下総国へ繋がる官道も通り、微高台は水害からも避難しやすく、町は発展した。
古代より浅草湊は、古入間川の河口に面し武蔵国の内部へ繋がる重要港だった。石浜（現在の台東区橋場）や今津（現在の台東区今戸町）にあったとされる。浅草寺の門前町としても栄えた。
また、隅田川は江戸時代以前は武蔵国と下総国の境目であり、中世後期には浅草から石浜にかけて境目の城である石浜城が築かれていた（ただし、荒川区南千住に所在地を比定する説もある）。
確実な史料における浅草という地名の初見は、鎌倉幕府が編纂した『吾妻鏡』である。1181年（養和元年）の条に、鶴岡八幡宮造営のため、武蔵国浅草の宮大工と招いたと記される。地名の由来は『台東区史』沿革編（昭和41年）で諸説が紹介されており、草深い武蔵野で「草が浅く茂っていたから」という地形描写説のほか、「海を越す」を意味する「アツアクサ」というアイヌ語説や「聖者のいる場所」を意味する「アーシャ・クシャ」というチベット語説などがある。

#### 江戸時代

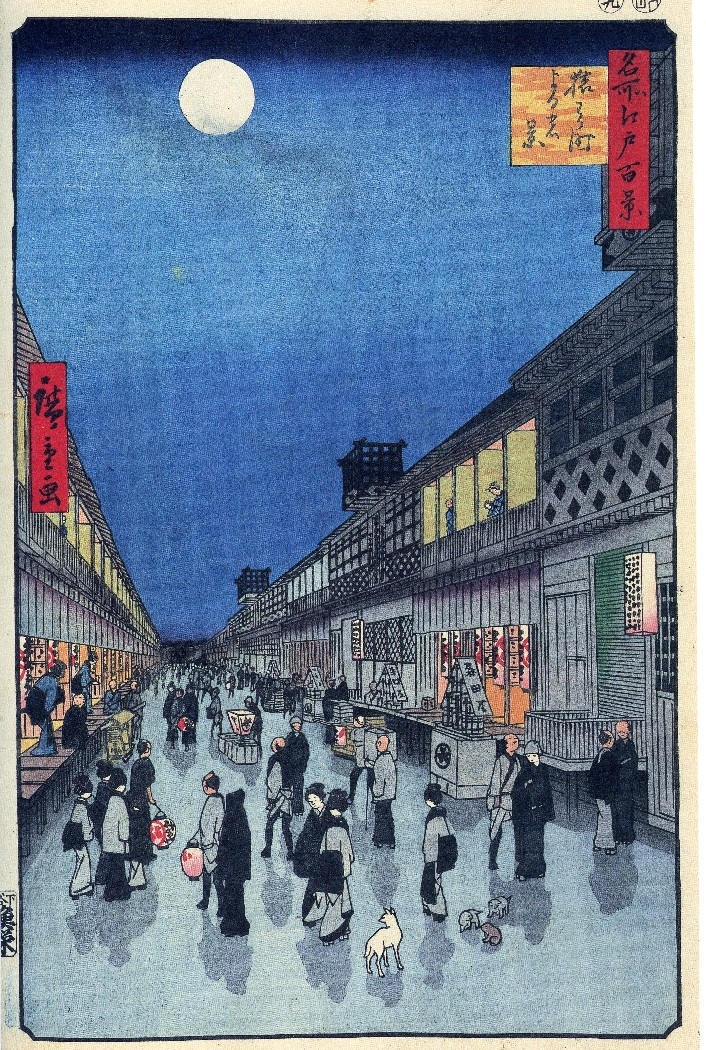
歌川広重『猿わか町の夜』。猿若町（現・浅草6丁目）には江戸三座があり、劇場街として賑わった

江戸時代に浅草が発展した要因は、浅草御蔵（蔵前）に米蔵が設置され、札差（株仲間）が登場してきたためといわれている。蔵前では、日本全国から集められた侍や江戸庶民たちの食用米、城で働く武士たちの給料としての米などを保管していた。いわば金蔵のようなもので、この米を守るために大勢の警備が配置され、下級役人が暮らしていた。
江戸時代、武士の給料は米で支払われていたため、武士たちのために米を保管するだけでなく現金にも替える札差という商人が出てきた。札差は預かった米から手数料を引いて米と現金を武士に渡し、現物で手元に残った分の米は小売の米屋たちに手数料をつけて売っていた。札差は武士と小売の両方から手数料を取るため莫大な利益が出た。さらに儲かった金を武士たちに利子を付けて貸していたため札差は大富豪が多く、豪遊する場として浅草は江戸文化が発展した。また両国（現在の東日本橋）を中心に蔵前商人は店を構えていたので、商人や武士たちの多くが浅草周辺に集まった。中でも浅草は江戸で最も人が集中する所で人・物・金が集まってきた。
1657年（明暦3年）の明暦の大火の後、日本橋芳町（現在の日本橋人形町）から新吉原遊廓が移転してきた。1841年（天保12年）人形町の中村座の失火をきっかけとして市村座、浄瑠璃の薩摩座、操り人形の結城座が焼失したことから、河原崎座を含めた江戸市中の芝居小屋を現在の浅草六丁目一帯（丹波園部藩主、小出邸の跡地面積約一万坪）に集め、猿若町と名づけて芝居町とした。
札差は武士と共に新吉原や歌舞伎座を借り切りし豪遊（接待）したり、舟遊びを楽しんだりしたと伝えられる。当時、芝居小屋や吉原に出入りしては粋（いき）を競い、豪遊を行った町人を通人（つうじん）と呼んだ。中でも「十八大通」と呼ばれた人々がおり、その多くは札差連中であった。歌舞伎の演目『助六』のモデルとも言われ

#### 明治・大正・昭和初期
明治には12階建ての凌雲閣が建てられ、新たに演芸場や劇場等が建ち、東京らしい文化の発信地として知られるようになった。
1917年（大正6年）には常磐座で歌舞劇協会によるオペラ『女軍出征』が上演されたことがきっかけで、浅草ではオペラが大流行した。
一方では、1921年（大正10年）4月6日に発生した浅草の大火（1200戸焼失）、1923年（大正12年）9月1日に発生した関東大震災で市街地の大部分が被害を受けた。
1923年（大正12年）5月、浅草区内の、し尿処理が公営化される。料金は1荷（2樽）で10銭。
震災後の興行界は松竹の進出が本格的となり、昭和初期においては有楽町に進出した東宝と覇を争った。その後も松竹歌劇団 (SKD) の本拠地である国際劇場やロック座、フランス座などのストリップ興行で賑わった。
次第に浅草の風紀の乱れが著しくなったため、1930年（昭和5年）、警視庁は通称「エロ取締規則」を発出。舞台上で着用するズロースの長さや色、肌の露出の程度や照明の当て方などの演出が厳しく制限されることとなった。
映画館は1931年（昭和6年）、外国映画に日本語字幕が入り始め、国産トーキー映画が封切られるなど繁栄が続く一方、浅草の映画館で活動していた映画説明者約70人のほとんどが失業することとなった。
交通機関では1927年（昭和2年）12月東京地下鉄道の浅草駅が東洋で最初の地下鉄駅として開業。さらに1931年（昭和6年）5月東武鉄道が延伸して浅草雷門駅（現在の浅草駅）も開業した。また、昭和初期には、浅草国際通り沿いに森下仁丹が仁丹塔の愛称で長らく親しまれた広告塔を建設した（戦後にも再建、1986年に解体）。
しかし第二次世界大戦と戦時体制が激化、一時期の繁栄の勢いが失われてしまい、末期には空襲の被害を受ける。

#### 戦後復興期
浅草は第二次世界大戦後も多くの人々を集め続けた。戦後には浅草寺周辺をはじめ、田原町、蔵前、合羽橋周辺の旧浅草区の道路インフラ整備が進み、拡幅された碁盤の目をもつ街並みとなった。
映画産業は依然として活況を呈し、戦後のどさくさに紛れて非合法のブルーフィルムを上映する映画館も現れた。1955年には浅草の私設馬券場が約400軒に急増して日本最大級の競馬の街となったが、同年、競馬法の改正に伴いノミ屋の規制が強化され、瞬く間に姿を消した。1974年には、合法的な場外馬券売り場（現、ウインズ浅草）が開業した。

#### 低迷と復活
1962年（昭和37年）、日本のテレビの保有台数は1000万台を突破するほどの普及をみせた。この頃から六区にあった映画館が次々と閉館し、同時期、東京都区部西側の新宿、渋谷、池袋等が副都心として台頭。1967年（昭和42年）12月、浅草寺境内に展望塔ポニータワーが開業するも、客足が伸びず、結局5年で解体された。それらの煽りで1970年代にはめっきり人通りは減少した。
しかし地元民を中心に浅草を盛り上げる活動が成功し、隅田川花火大会（1978年再開）や浅草サンバカーニバル（1981年開始）などの開催がテレビで取り上げられるようになると、平成を迎え徐々に活気を取り戻すようになる。地方から観光バスが来るようになり、また人力車などの観光ガイドなどが雷門周辺に現れるようにもなった。さらには昭和を懐かしむ高齢の観光客が増加していることや、羽田空港と成田空港の両空港と鉄道で直結されるようになったことで外国人観光客が増え、また飲食店の新規出店、雑誌やTV番組のグルメレポートで紹介された店目当てに訪れる人々が増えた。
外国人観光客は移り変わりの激しい原宿や渋谷、新宿や銀座とともに、昔ながらの佇まいを色濃く残す浅草を東京の名所の一つとして訪れる傾向が強く、また首都圏新都市鉄道つくばエクスプレスの開通効果でマンションが建設されたことや2010年代の外国人観光客ブームもあり平日でも賑わうようになった。
一方、「映画館の街・浅草」は過去の話になっている。2000年代初頭までは複数の映画館が所在し、映画館の街を保ってきた。しかし2012年に中映が複数の映画劇場を閉鎖し、現在、浅草地域に映画館は存在しない。それに代わるように2017年11月4日には上野にシネコンのTOHOシネマズがグランドオープンした。

### 地域
- 浅草1丁目 - 7丁目
- 浅草橋1丁目 - 5丁目
- 今戸1丁目・2丁目
- 雷門1丁目・2丁目
- 清川1丁目・2丁目
- 蔵前1丁目 - 4丁目
- 小島1丁目・2丁目
- 寿1丁目 - 4丁目
- 駒形1丁目・2丁目
- 鳥越1丁目・2丁目
- 西浅草1丁目 - 3丁目
- 橋場1丁目・2丁目
- 花川戸1丁目・2丁目
- 東浅草1丁目・2丁目
- 三筋1丁目・2丁目
- 元浅草1丁目 - 4丁目
- 柳橋1丁目・2丁目
- 千束1丁目、2丁目1番-32番、3丁目、4丁目
- 日本堤1丁目、2丁目1番-35番
- 東上野6丁目
- 松が谷1丁目、2丁目、3丁目1番-9番

### 著名人
- 浅倉大介 - ミュージシャン、音楽プロデューサー
- 旭輝子 - 女優
- 東貴博 - コメディアン
- 東八郎 - コメディアン
- 安達祐実 - 女優
- 池波正太郎 - 小説作家
- 石元太一 - 関東連合元リーダー
- 井ノ原快彦 - 俳優、歌手
- 内海好江 - 漫才師
- 大野純一 - 翻訳家
- 岡崎友紀 - 女優、歌手
- 加東大介 - 俳優
- 門野晴子 - 教育評論家、ノンフィクション作家
- 狩野美智子 - スペイン研究家、評論家
- 四世杵屋佐吉 - 長唄三味線方家元
- 鬼龍院翔 - ミュージシャン
- 小島嵩弘 - 歌手
- 四代目小林礫斎 - 江戸指物師、小間物職人
- コロムビア・トップ - 漫才師、政治家
- 坂井優美 - 元グラビアアイドル
- 沢村貞子 - 女優、随筆家
- 5代目三遊亭圓楽 - 落語家
- 三遊亭小円歌 - 三味線漫談家
- 清水由貴子 - 歌手、女優
- 鈴木寿雄 - 童画画家
- 須藤温子 - 女優
- 竹林滋 - 英語学者
- 太宰久雄 - 俳優
- 田中誠 - 映画監督、脚本家
- 茶川一郎 - コメディアン、俳優
- 辻香織 - 女優、歌手
- 中島清次郎 - 寿司職人
- 中田孝 - 工学者
- 中本賢 - コメディアン、俳優
- 並木路子 - 歌手
- 西村喜廣 - 映画監督
- 浜口京子 - オリンピック女子レスリング銅メダリスト
- 早川愛美 - 元AV女優
- 速水御舟 - 日本画家
- ふくやまけいこ - 漫画家
- 益田喜頓 - 俳優
- 三友盛行 - 経営者
- 村川堅太郎 - 西洋史学者
- 矢口壹琅 - プロレスラー、音楽家、俳優
- 山田太一 - 脚本家
- 山田太郎 - 歌手
- 弓削徹 - 経営コンサルタント、著作家、コピーライター、日本工業大学大学院技術経営研究科教授、セミナー講師

### 作品
文学
- 浅草紅団（川端康成）
- 鬼平犯科帳（池波正太郎）
- 押絵と旅する男（江戸川乱歩）
- 彼岸過迄（夏目漱石）

漫画
- 鬼滅の刃（吾峠呼世晴）- 主人公の竈門炭治郎と宿敵の鬼舞辻󠄀無惨との邂逅の場所として登場
- こちら葛飾区亀有公園前派出所（秋本治）- 主人公の両津勘吉の故郷として数多く登場
- 大正野郎（山田芳裕）- 主人公・平徹の下宿先の舞台として登場
- あんどーなつ（西ゆうじ） - 2008年のテレビドラマも同じく浅草が舞台

ドラマ
- あこがれベビー（1981年） - 日本テレビ・火曜劇場
- こころ（2003年） - NHK・連続テレビ小説
- タイガー&ドラゴン（2005年）- TBS
- セーラー服と機関銃（2006年）- TBS
- 浅草ふくまる旅館（2007年）- TBS・ナショナル劇場

映画
- 異人たちとの夏
- 男はつらいよ 拝啓車寅次郎様、男はつらいよ 寅次郎紅の花
- 菊次郎の夏
- しゃべれどもしゃべれども
- 肉体女優殺し　五人の犯罪者

テレビ
- 鬼滅の刃 - フジテレビ系列
- 科学忍者隊ガッチャピン - BSフジ

コンピュータゲーム
- 俺達の世界わ終っている。

## 浅草（町名）
浅草一丁目から七丁目まで設けられている。浅草寺を囲んだ観光の街および中小工場の街である。住居表示実施済区域。

### 地理
浅草地域東部に位置し、墨田区（向島）との区境に当たる。

#### 河川・架橋
- 隅田川
  - 言問橋 - 東京都道319号環状三号線（言問通り）
  - 吾妻橋

### 世帯数と人口
2025年（令和7年）3月1日現在（台東区発表）の世帯数と人口は以下の通りである。
| 丁目       | 世帯数     | 人口     |
| ---------- | ---------- | -------- |
| 浅草一丁目 | 864世帯    | 1,438人  |
| 浅草二丁目 | 1,562世帯  | 2,378人  |
| 浅草三丁目 | 2,082世帯  | 3,267人  |
| 浅草四丁目 | 1,714世帯  | 2,692人  |
| 浅草五丁目 | 3,033世帯  | 4,992人  |
| 浅草六丁目 | 2,686世帯  | 4,127人  |
| 浅草七丁目 | 472世帯    | 733人    |
| 計         | 12,413世帯 | 19,627人 |

#### 人口の変遷
国勢調査による人口の推移。
| 年                 | 人口   |
| ------------------ | ------ |
| 1995年（平成7年）  | 15,723 |
| 2000年（平成12年） | 15,835 |
| 2005年（平成17年） | 15,696 |
| 2010年（平成22年） | 15,814 |
| 2015年（平成27年） | 18,326 |
| 2020年（令和2年）  | 18,811 |

#### 世帯数の変遷
国勢調査による世帯数の推移。
| 年                 | 世帯数 |
| ------------------ | ------ |
| 1995年（平成7年）  | 6,657  |
| 2000年（平成12年） | 7,330  |
| 2005年（平成17年） | 7,416  |
| 2010年（平成22年） | 8,206  |
| 2015年（平成27年） | 10,049 |
| 2020年（令和2年）  | 10,880 |

### 学区
区立小・中学校に通う場合、学区は以下の通りとなる（2023年9月現在）。
| 丁目       | 区域                                                                     | 小学校               | 中学校             |
| ---------- | ------------------------------------------------------------------------ | -------------------- | ------------------ |
| 浅草一丁目 | 全域                                                                     | 台東区立浅草小学校   | 台東区立浅草中学校 |
| 浅草二丁目 | 1〜12番 28〜35番                                                         | 台東区立浅草小学校   | 台東区立浅草中学校 |
| 浅草二丁目 | 13〜27番                                                                 | 台東区立金竜小学校   | 台東区立浅草中学校 |
| 浅草三丁目 | 8〜19番 36〜42番                                                         | 台東区立千束小学校   | 台東区立柏葉中学校 |
| 浅草三丁目 | 4〜7番 20〜24番 31〜35番                                                 | 台東区立富士小学校   | 台東区立柏葉中学校 |
| 浅草三丁目 | 1〜3番 25〜30番                                                          | 台東区立富士小学校   | 台東区立桜橋中学校 |
| 浅草四丁目 | 1〜4番 48〜49番                                                          | 台東区立富士小学校   | 台東区立桜橋中学校 |
| 浅草四丁目 | 5〜16番 17番1・6〜8号 18番7〜10号 37番1・7〜11号 38番1・7〜10号 39〜47番 | 台東区立富士小学校   | 台東区立柏葉中学校 |
| 浅草四丁目 | 17番2〜5号 18番1〜6号 19〜36番 37番2〜6号 38番2〜6号                     | 台東区立千束小学校   | 台東区立柏葉中学校 |
| 浅草五丁目 | 8〜19番 28〜38番 53〜59番                                                | 台東区立千束小学校   | 台東区立柏葉中学校 |
| 浅草五丁目 | 4〜7番 20〜27番 39〜42番 49〜52番                                        | 台東区立富士小学校   | 台東区立柏葉中学校 |
| 浅草五丁目 | 60〜73番                                                                 | 台東区立東浅草小学校 | 台東区立桜橋中学校 |
| 浅草五丁目 | 1〜3番 43〜48番                                                          | 台東区立富士小学校   | 台東区立桜橋中学校 |
| 浅草六丁目 | 全域                                                                     | 台東区立富士小学校   | 台東区立桜橋中学校 |
| 浅草七丁目 | 全域                                                                     | 台東区立富士小学校   | 台東区立桜橋中学校 |

### 事業所
2021年（令和3年）現在の経済センサス調査による事業所数と従業員数は以下の通りである。
| 丁目       | 事業所数    | 従業員数 |
| ---------- | ----------- | -------- |
| 浅草一丁目 | 642事業所   | 5,116人  |
| 浅草二丁目 | 473事業所   | 3,073人  |
| 浅草三丁目 | 249事業所   | 1,093人  |
| 浅草四丁目 | 229事業所   | 1,394人  |
| 浅草五丁目 | 308事業所   | 1,647人  |
| 浅草六丁目 | 229事業所   | 1,702人  |
| 浅草七丁目 | 71事業所    | 493人    |
| 計         | 2,201事業所 | 14,518人 |

#### 事業者数の変遷
経済センサスによる事業所数の推移。
| 年                 | 事業者数 |
| ------------------ | -------- |
| 2016年（平成28年） | 2,512    |
| 2021年（令和3年）  | 2,201    |

#### 従業員数の変遷
経済センサスによる従業員数の推移。
| 年                 | 従業員数 |
| ------------------ | -------- |
| 2016年（平成28年） | 17,032   |
| 2021年（令和3年）  | 14,518   |

### 施設

#### 行政
- 浅草警察署
- 台東区役所北部区民事務所

#### 公園

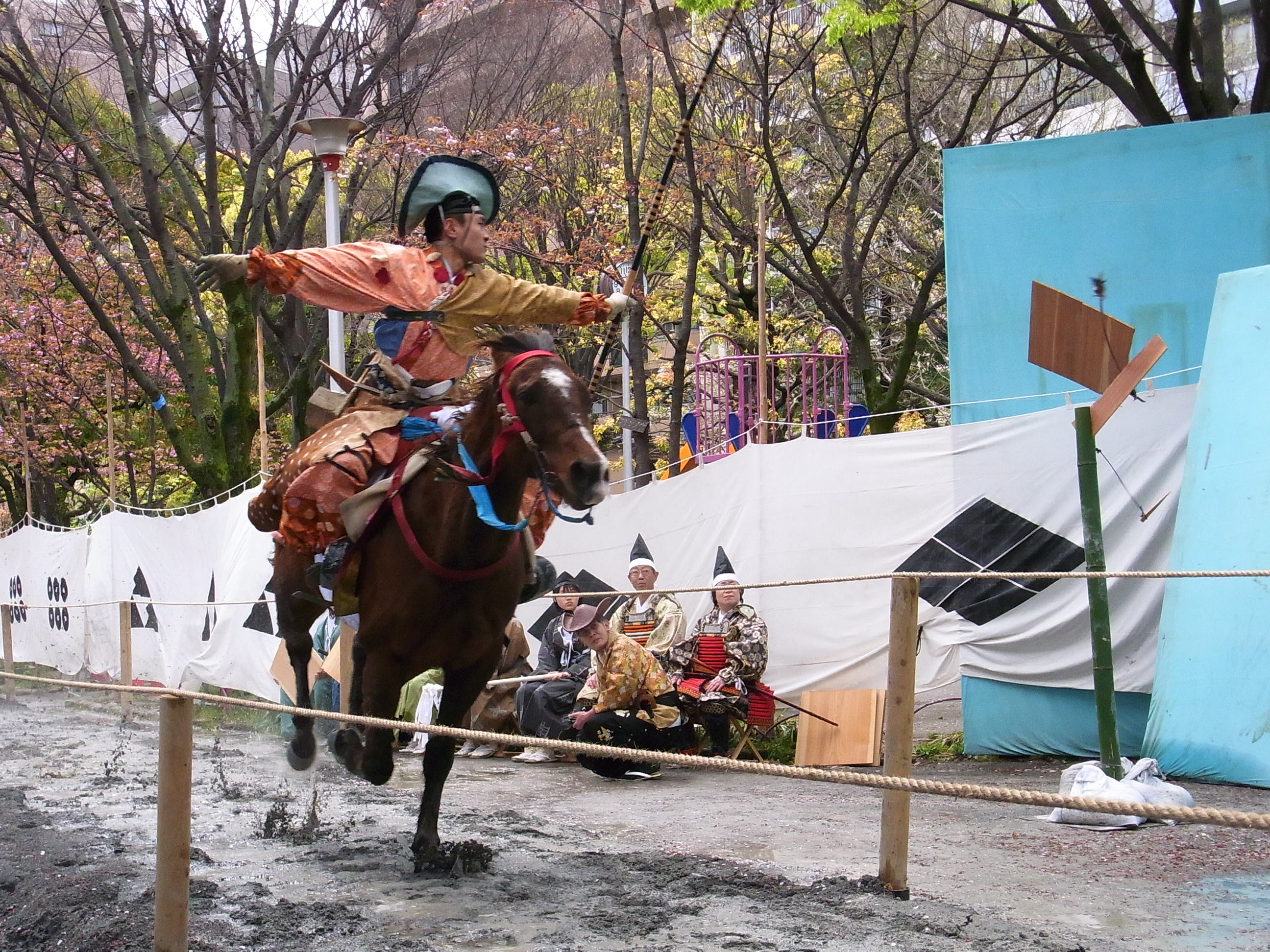
隅田公園内で行われた浅草流鏑馬（2010年4月20日撮影）

- 隅田公園
- 富士公園

#### 教育
- 台東区立千束小学校
- 台東区立富士小学校

#### 観光

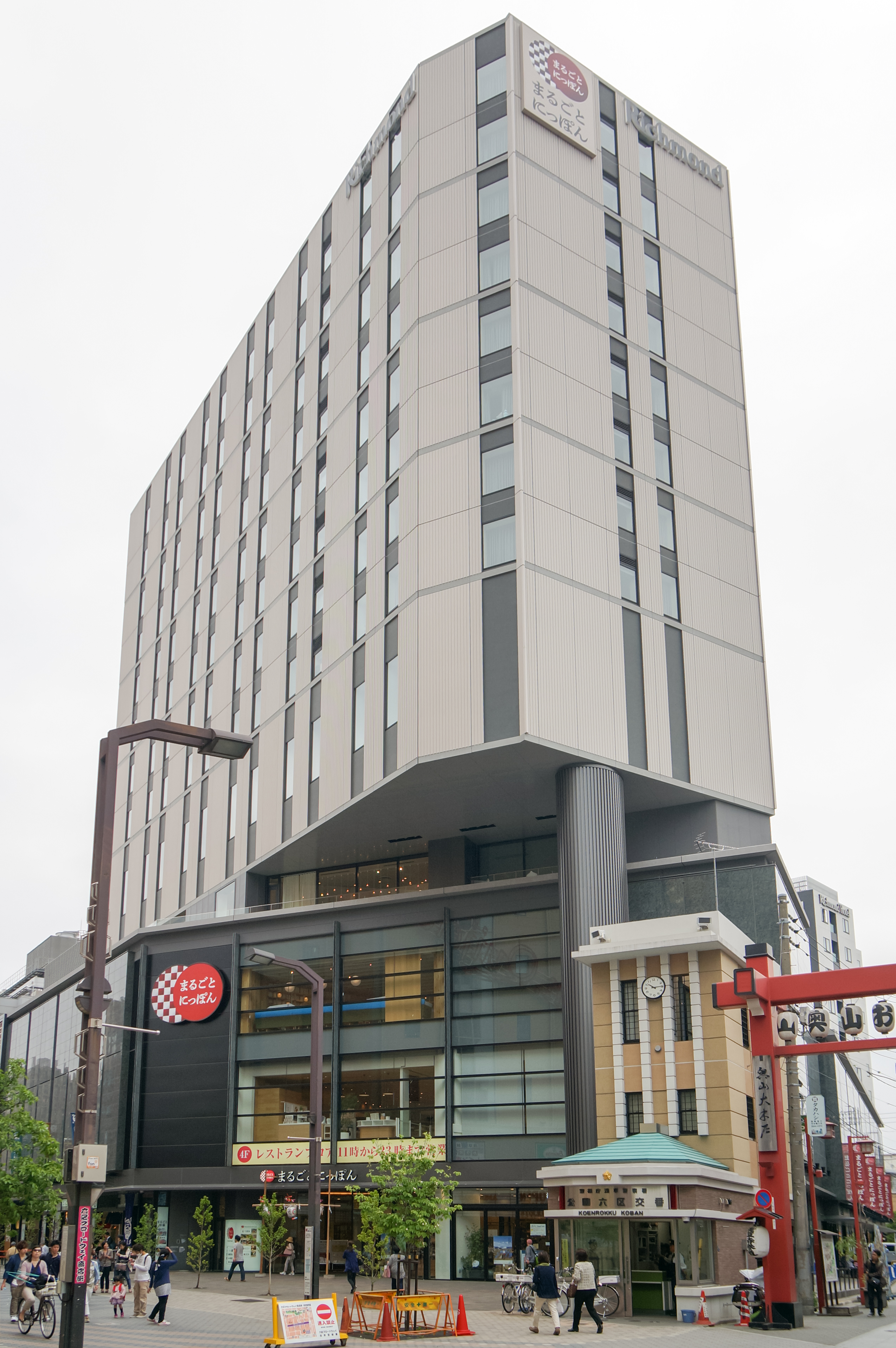
まるごとにっぽん

- 浅草花やしき
- 浅草観音温泉（閉店）
- 浅草演芸ホール
- 浅草ROX
- まるごとにっぽん
- スターの広場（スターの手型）
- ロック座
- 木馬館
- 浅草寺
- 浅草神社
- 雷門
- 待乳山聖天

#### 店舗
- 神谷バー
- 大黒家天麩羅
- 常盤堂雷おこし本舗
- マルベル堂

### 交通

#### 鉄道
- 東京地下鉄（東京メトロ）浅草駅（銀座線）
- 東武鉄道浅草駅（東武伊勢崎線〈東武スカイツリーライン〉） - 所在地：花川戸
- 東京都交通局（都営地下鉄）浅草駅（浅草線） - 所在地：駒形
- 首都圏新都市鉄道（つくばエクスプレス）浅草駅 - 所在地：西浅草

#### バス
- 路線バス
  - 都営バス 都08、上23、草24、上26、草39、草41、東42-1、東42-2、東42-3、草43、上46、草63、草64
  - 京成バス東京（新小59、有01）
  - 東武バスセントラル（スカイツリーシャトル 上野 - 浅草線）
  - 台東区循環バス めぐりん（北めぐりん（浅草回り）、東西めぐりん、ぐるーりめぐりん）
- リムジンバス
  - 東京空港交通（浅草ビューホテル - 成田空港、羽田空港）
- 高速バス
  - いわき号（ジェイアールバス関東・新常磐交通・東武バスセントラルの共同運行。上り便の降車のみ）
  - ひたち号（ジェイアールバス関東・日立電鉄交通サービスの共同運行。上り便の降車のみ）
  - 新宿・東京 - 常陸太田線（ジェイアールバス関東・茨城交通との共同運行。上り便の降車のみ）
  - 新宿・東京 - 常陸大宮・大子線（茨城交通。上り便の降車のみ）
  - みと号（ジェイアールバス関東・茨城交通・関東鉄道の共同運行。上り便の降車のみ）
  - つくば号（ジェイアールバス関東・関東鉄道との共同運行。上り便の降車のみ）
- 高速バス（夜行）
  - レインボー号（東北急行バス）
  - TOKYOサンライズ号（東北急行バス・山交バスとの共同運行）
  - ままかりライナー（東北急行バス・両備バスとの共同運行）
  - きまっし号（東京 - 金沢線）（東北急行バス・北日本観光自動車との共同運行）
  - 千葉中央バス（京都・滋賀→浅草雷門、上り便の降車のみ）
  - アルピコ交通・成田空港交通（浅草雷門〜松本・長野）

- 観光周遊バス
  - はとバス
  - 日の丸自動車興業 スカイホップバス「浅草・東京スカイツリーコース」

#### 道路
- 国道6号（江戸通り）
- 東京都道319号環状三号線（言問通り）
- 東京都道453号本郷亀戸線（春日通り）
- 東京都道462号蔵前三ノ輪線（国際通り）
- 東京都道463号上野月島線（浅草通り）
- 雷門通り - 特別区道
- 仲見世通り - 特別区道
- 伝法院通り - 特別区道

### その他

#### 日本郵便
- 郵便番号 : 111-0032[18]（集配局 : 浅草郵便局[29]）。

## ギャラリー
- 浅草寺の仲見世
- 大正時代の仲見世
- 浅草寺の雷門
- 浅草寺の仲見世
- 浅草寺の五重塔
- 浅草寺の本堂
- 浅草神社
- 宝蔵門裏大わらじと五重塔